# Porumbenii Mici, Harghita
Porumbenii Mici (maghiară Kisgalambfalva) este un sat în comuna Porumbeni din județul Harghita, Transilvania, România.

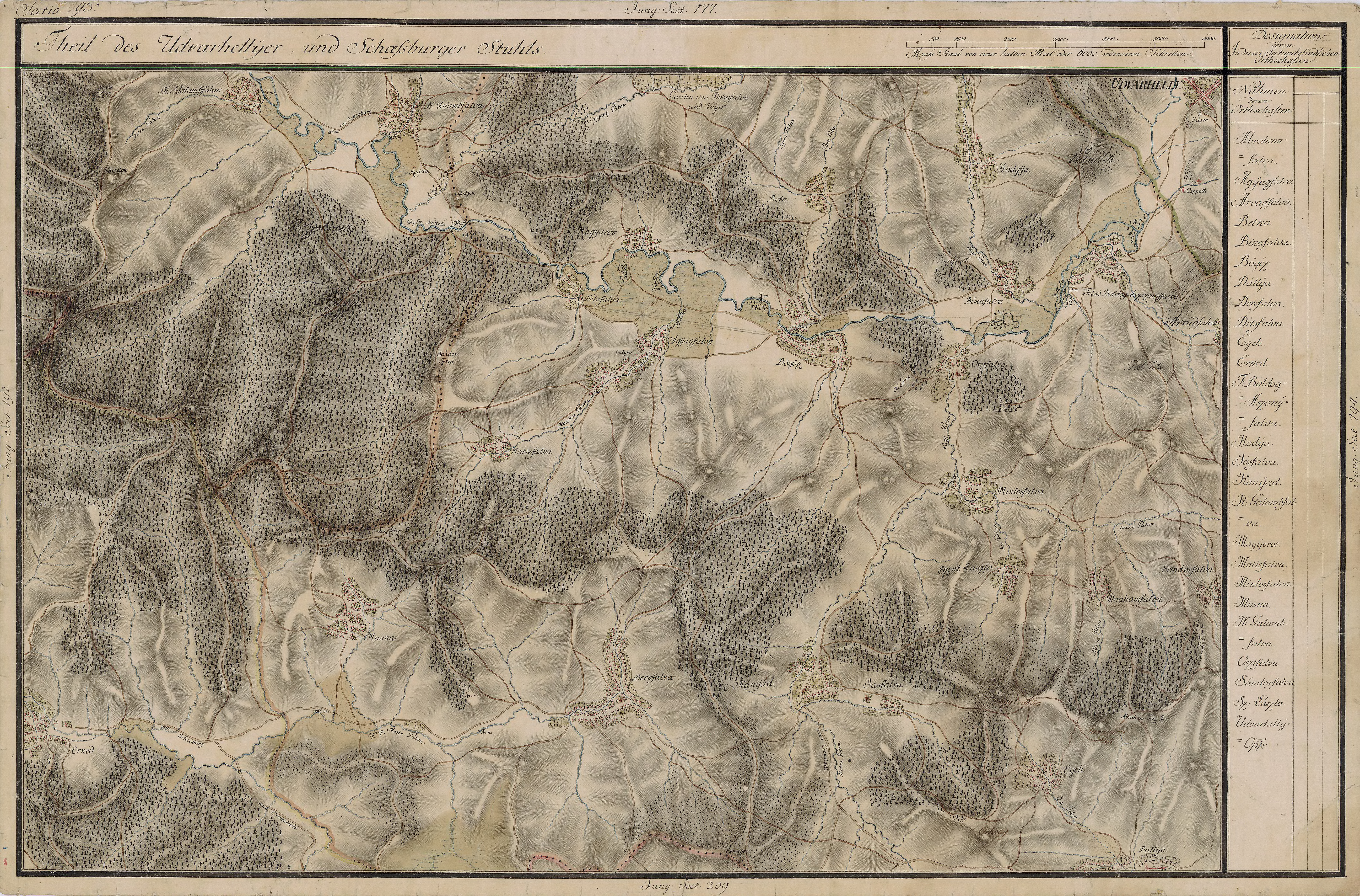
Porumbenii Mici în Harta Iosefină a Transilvaniei, 1769-1773

## Imagini

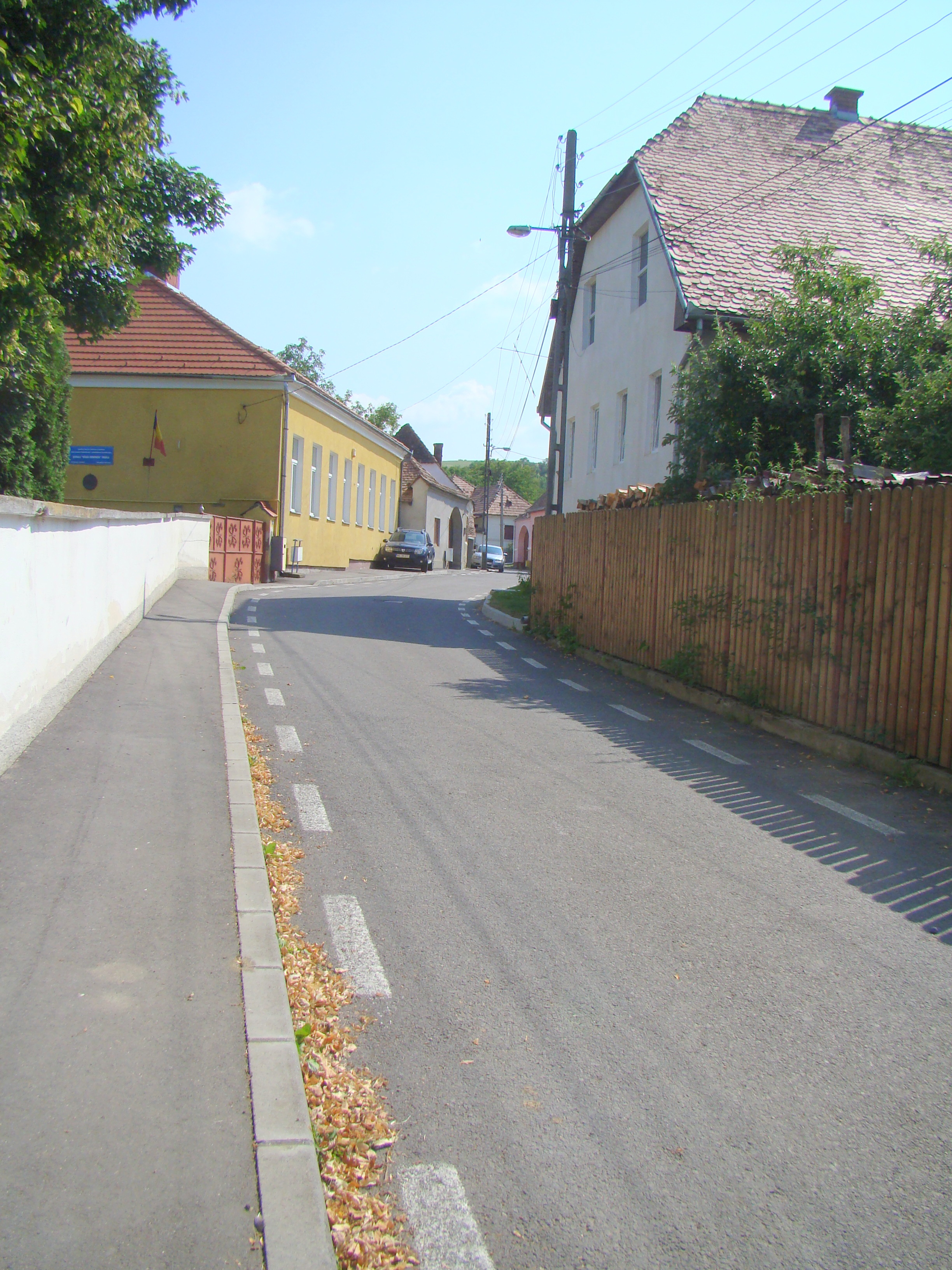
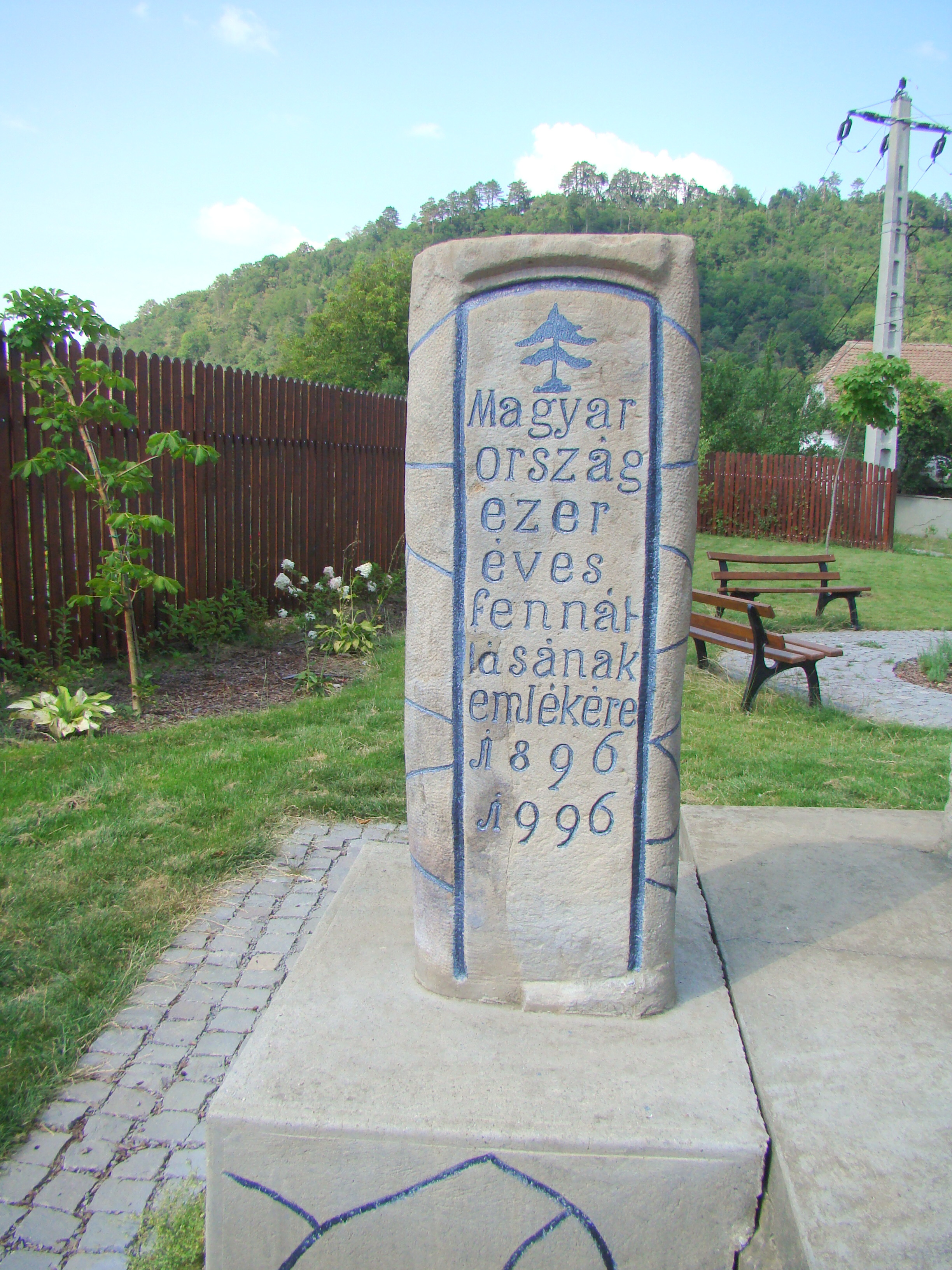
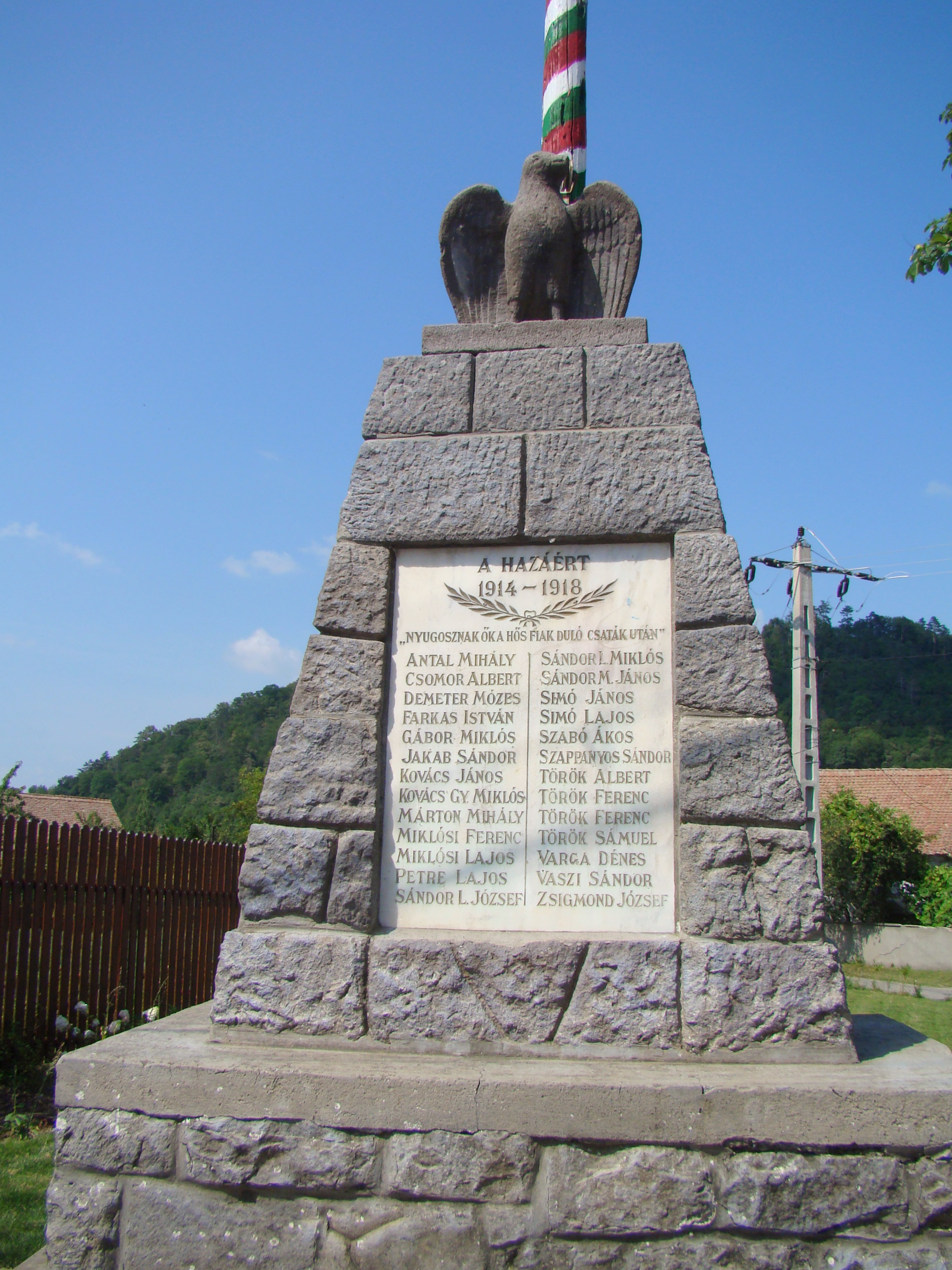
Monumentul eroilor din Primul Război Mondial
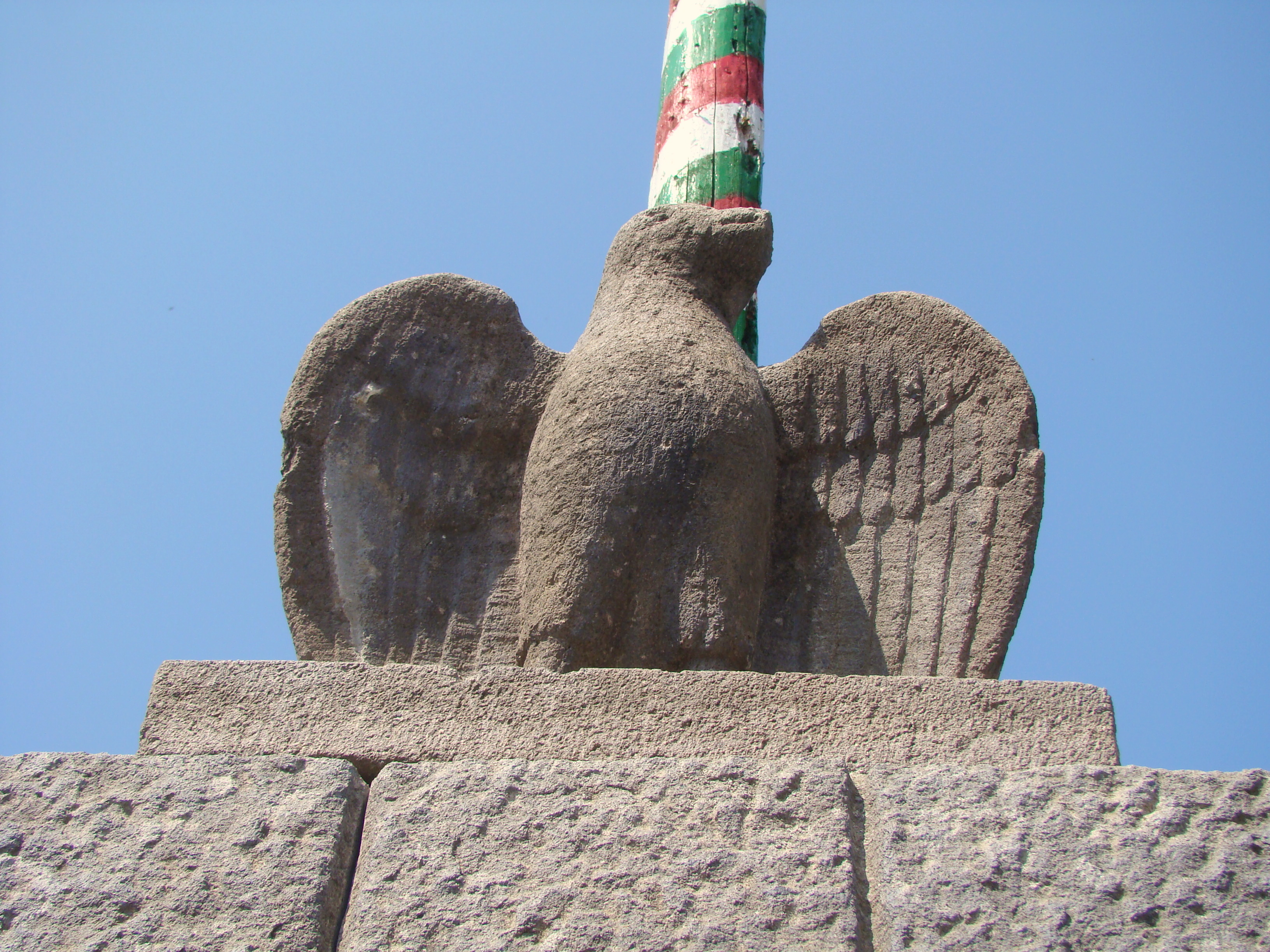
Monumentul eroilor din Primul Război Mondial (detaliu)
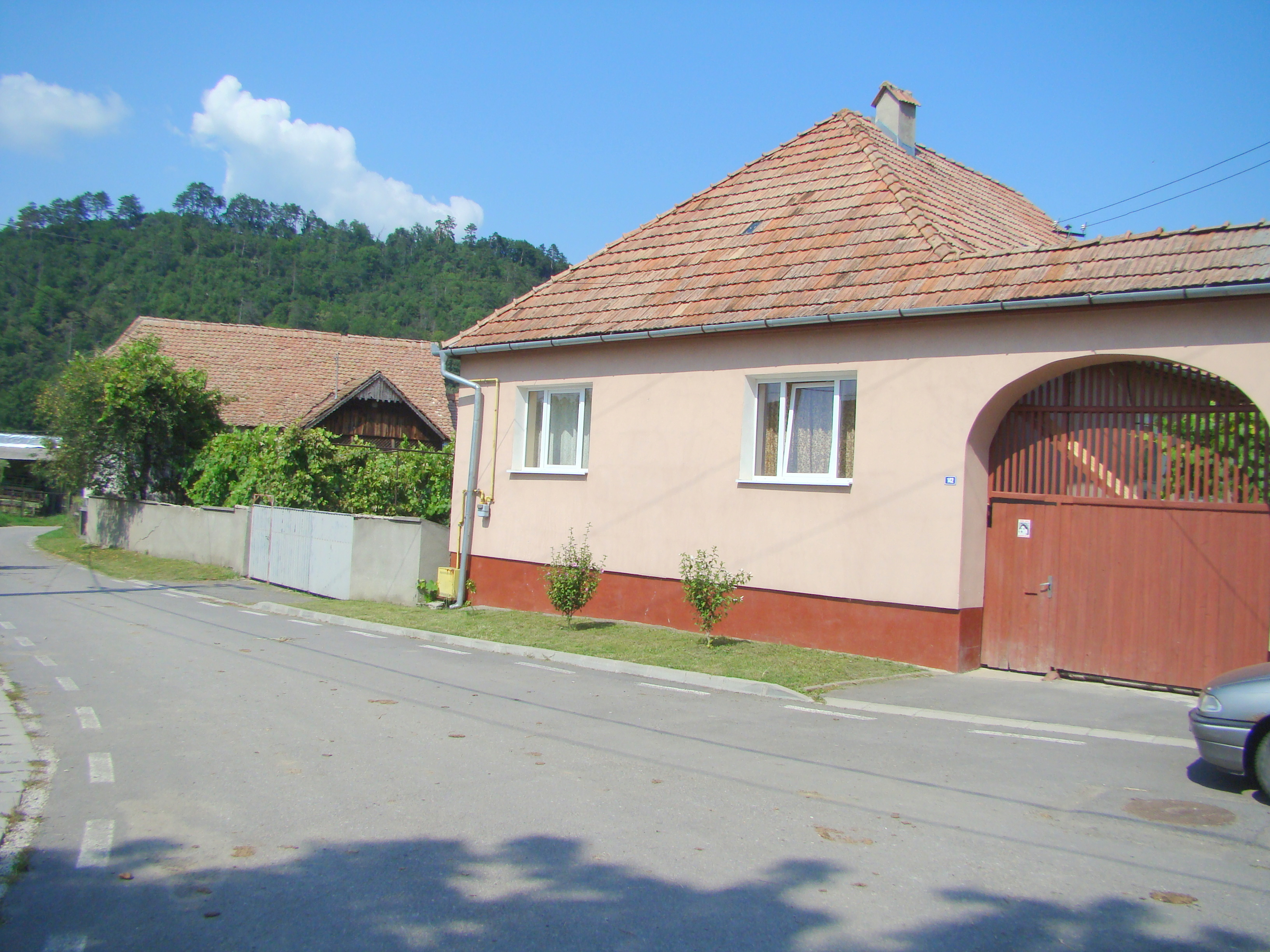
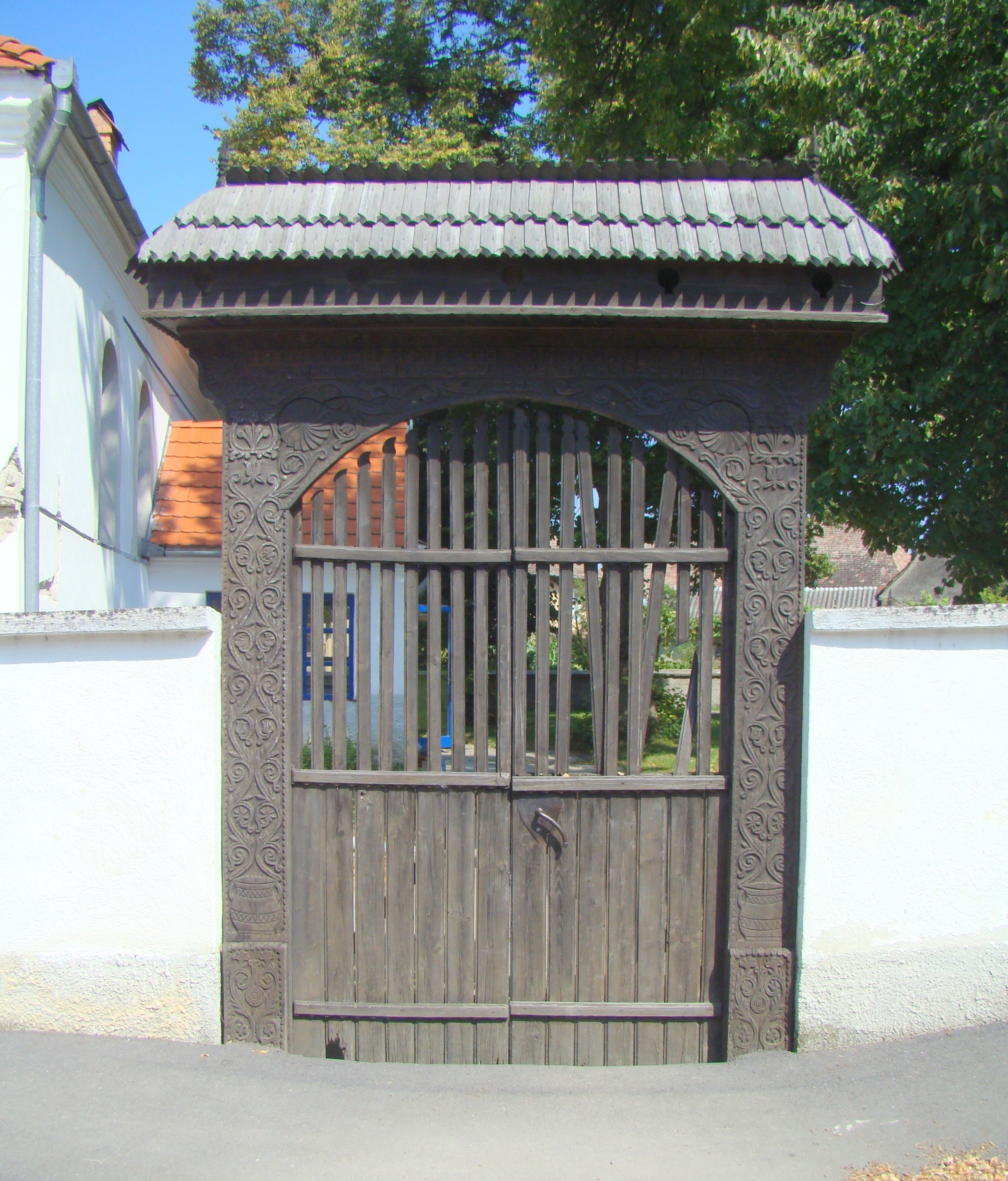
Poarta de lemn a bisericii reformate
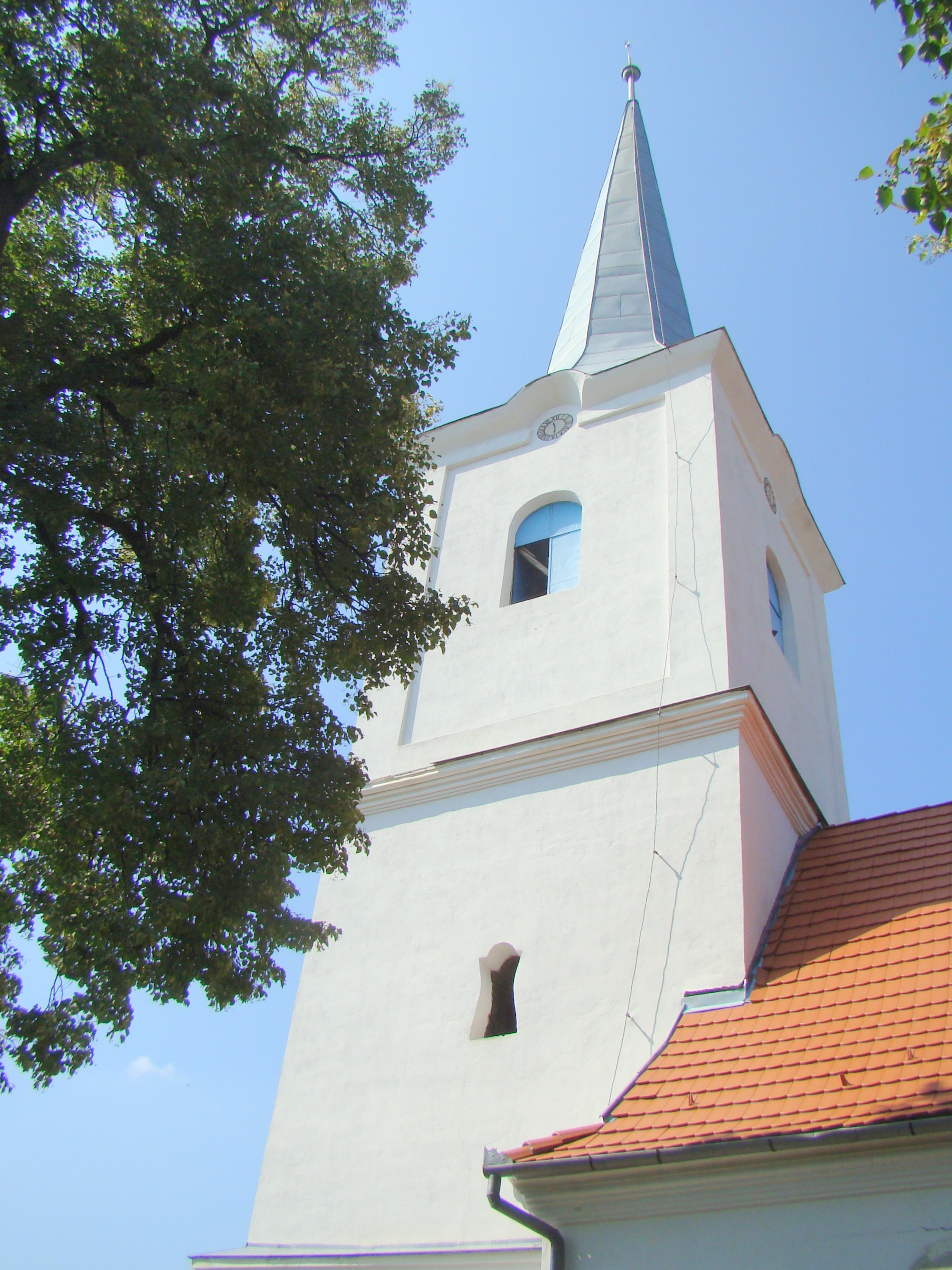
Turnul
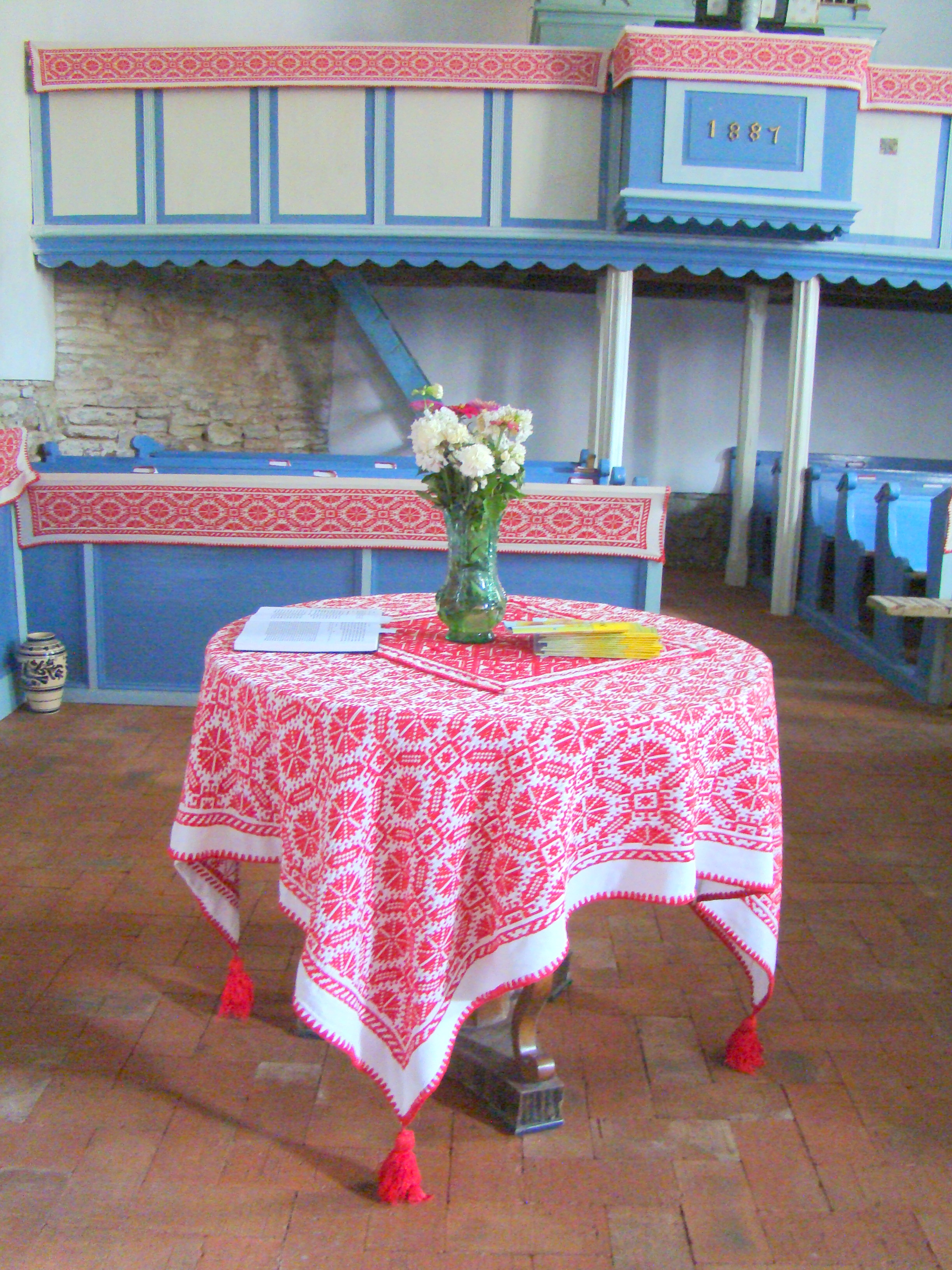
Masa Domnului
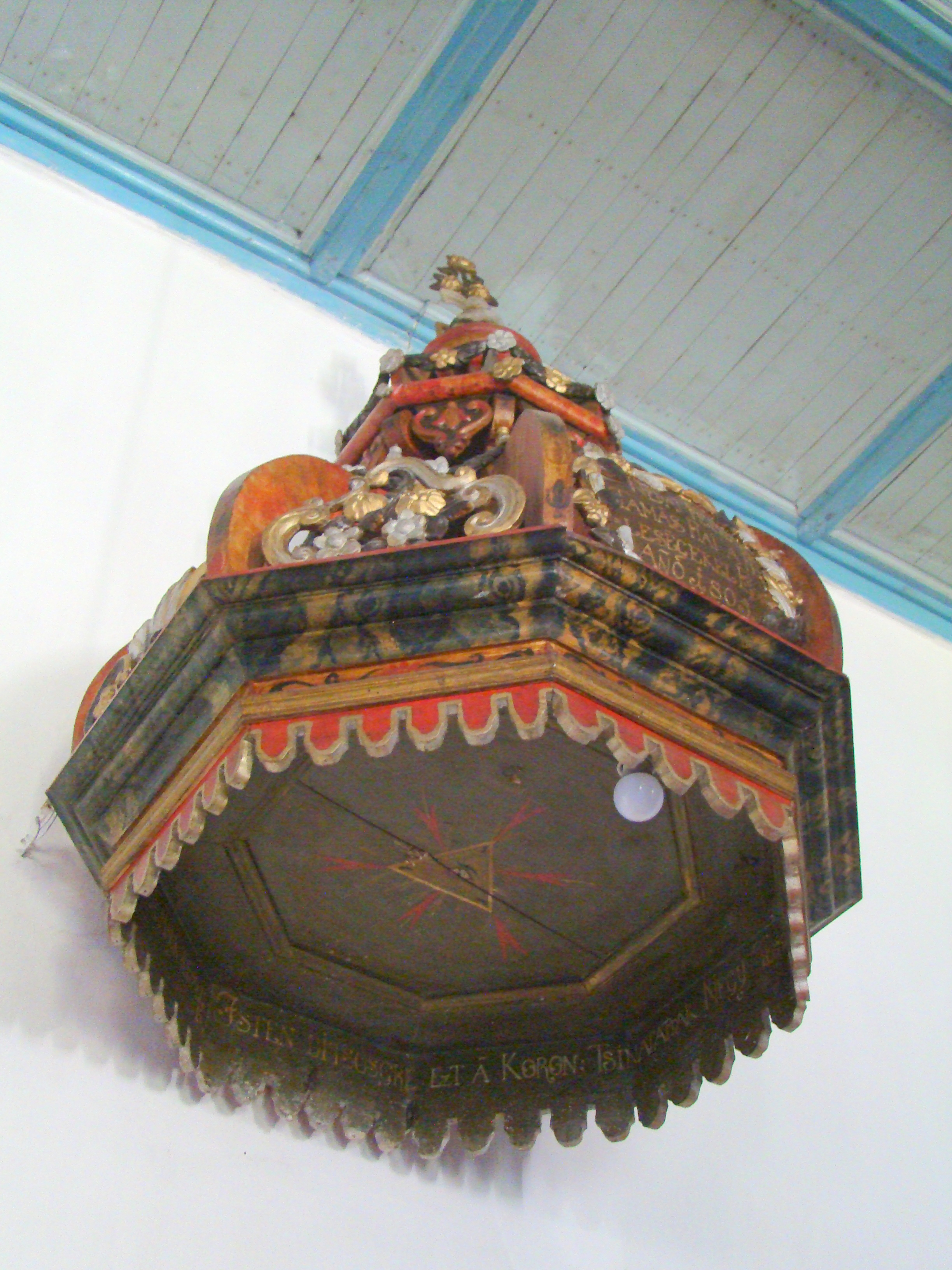
Coroana amvonului
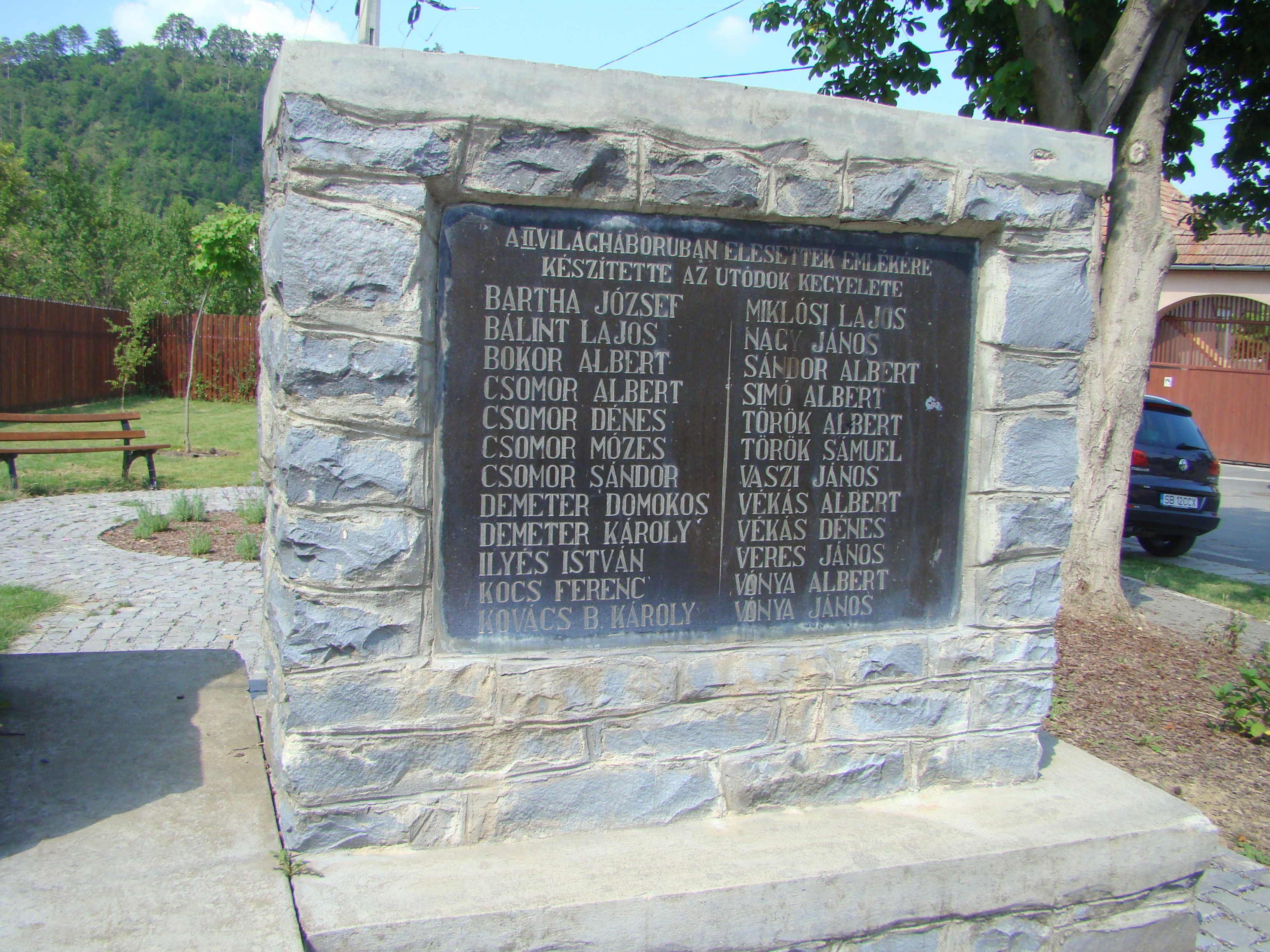